# 하이스쿨 D×D
《하이스쿨 D×D》(일본어: ハイスクールD×D 하이스쿠루D×D[*])는 일본의 후지미 판타지아 문고에서 출판되고 있는 라이트 노벨이다. 작가는 이시부미 이치에이, 일러스트는 미야마 제로가 맡았다.
2012년에는 라이트 노벨을 원작으로 TV 애니메이션이 제작되어 방영되었다. 애니메이션 제작사는 TNK. 일본 현지에서 2012년 1월 13일부터 2012년 3월 30일까지 AT-X에서 방영하였다. 그리고 2013년 7월 7일부터 2013년 9월 21일까지 TV 애니메이션 시리즈 2기도 방영되었다.
대한민국에서는 현재 원작인 라이트 노벨이 노블엔진에서 번역·출판되고 있다. TV 애니메이션 시리즈는 1기와 2기 모두 애니플러스를 통하여 방송되었다.

## 단행본
- 하이스쿨 DXD 1 옛 교사의 디아볼로스 (2012년 8월 1일 발매 ISBN 978-89-6730-069-2)
- 하이스쿨 DXD 2 전투 교정의 피닉스 (2012년 8월 1일 발매 ISBN 978-89-6730-070-8)
  - 하이스쿨 DXD 1~2 일러스트 안경수건 세트 (2012년 8월 1일발매 ISBN 978-89-6730-071-5)
- 하이스쿨 DXD 3 달빛 교정의 엑스칼리버 (2012년 9월 1일 발매 ISBN 978-89-6730-109-5)
- 하이스쿨 DXD 4 정지 교실의 뱀파이어 (2012년 10월 1일 발매 ISBN 978-89-6730-161-3)
- 하이스쿨 DXD 5 명계 합숙의 헬캣 (2012년 11월 1일 발매 ISBN 978-89-6730-215-3)
- 하이스쿨 DXD 6 체육관 뒤의 홀리 (2013년 1월 1일 발매 ISBN 978-89-6730-330-3)
- 하이스쿨 DXD 7 방과 후의 라그나로크 (2013년 2월 1일 발매 ISBN 978-89-6730-373-0)
- 하이스쿨 DXD 8 악마의 업무 (2013년 3월 1일 발매 ISBN 978-89-6730-418-8)
- 하이스쿨 DXD 9 수학여행은 팬더모니엄 (2013년 3월 1일 발매 ISBN 978-89-6730-419-5)
- 하이스쿨 DXD 10 학교축제의 라이언 하트 (2013년 4월 1일 발매 ISBN 978-89-6730-463-8)
- 하이스쿨 DXD 11 진급 시험과 우로보로스 (2013년 6월 1일 발매 ISBN 978-89-6730-554-3)
- 하이스쿨 DXD 12 보충수업의 히어로즈 (2013년 7월 1일 발매 ISBN 978-89-6730-599-4)
- 하이스쿨 DXD 13 잇세 SOS (2013년 8월 1일 발매 ISBN 978-89-6730-648-9)
  - 하이스쿨 DXD 13 특별판 (2013년 8월 1일 발매 ISBN 978-89-6730-649-6)
- 하이스쿨 DXD 14 진로 상담의 위저드 (2013년 9월 1일 발매 ISBN 978-89-6730-734-9)
- 하이스쿨 DXD 15 양지 바른 곳의 다크나이트 (2013년 11월 1일 발매 ISBN 978-89-6730-837-7)
- 하이스쿨 DXD 16 과외 수업의 데이워커 (2014년 1월 1일 발매 ISBN 979-1-156-27642-5)
  - 하이스쿨 DXD 16 퍼즐 특별판 (2014년 1월 1일 발매 ISBN 979-1-156-27643-2)
- 하이스쿨 DXD 17 교원 연수의 발키리 (2014년 7월 1일 발매 ISBN 979-1-131-90020-8)
- 하이스쿨 DXD 18 성탄제의 퍼니 엔젤 (2014년 11월 1일 발매 ISBN 979-1-131-90284-4)

- 코믹 하이스쿨 DXD 1 (2013년 1월 1일 발매 ISBN 978-89-6730-218-4)
- 코믹 하이스쿨 DXD 2 (2013년 4월 1일 발매 ISBN 978-89-6730-464-5|
- 코믹 하이스쿨 DXD 3 (2013년 7월 1일 발매 ISBN 978-89-6730-603-8)
- 코믹 하이스쿨 DXD 4 (2013년 11월 1일 발매 ISBN 978-89-6730-843-8)

- 미야마 제로 화집 하이스쿨 DXD (2014년 8월 1일 발매 ISBN 979-1-131-90110-6)